# バシリナ
バシリナ (ギリシア語: Βασιλίνα、332もしくは333没) はユリウス・コンスタンティウスの妻であり、ローマ皇帝フラウィウス・クラウディウス・ユリアヌス (r. 361–363)の母である。
ビテュニアの都市バシリノポリスは 、彼女に敬意を表し命名された。

## 略歴
バシリナは小アジアでギリシャ人として生まれた。 
カエイオニウス・ユリアヌス・カメニウス、あるいはユリウス・ユリアヌスの娘だと思われ、宦官マルドニウスから古典教育を受けた。バシリナはユリウス・コンスタンティウスの二人目の妻となり、ユリアヌスを産んだ。バシリーナは産後数ヶ月で亡くなった。彼女の姉はプロコピウスの母である。 
バシリナはキリスト教徒で、当初はアリウス派を支持していたが、遺産として自分の土地をエフェソス教会に与えた。彼女は、息子の家庭教師であったニコメディアの司教エウセビオスの親戚であった。